# Стрелба в Тайланд (2020)
Стрелбата в Тайланд (2020) е масова стрелба, извършена на 8 февруари 2020 г. в град Након Ратчасима, провинция Након Ратчасима, Тайланд.
Извършител на стрелбата е 31-годишният сержант от въоръжените сили на Тайланд Джакрапант Тома, който е избягал от военна база, като е застрелял колегите си. По-късно той открива безразборна стрелба по цивилни в търговския център „Терминал 21“, след което взима 16 души за заложници. В резултат на престъпните действия загиват най-малко 29 души, а над 63 са ранени. В крайна сметка нападателят е убит при престрелка с полицаи.

## Извършителят
Старши сержант 1-ви клас Джакрапант Тома (* 4 април 1988; † 9 февруари 2020) е роден в провинция Чайяфун. Преди този инцидент той е бил във военната база Суратамфитак, където е извършена първата стрелба. Преди това той се е обучавал като офицер и е опитен стрелец.

## Ход на събитията
На 8 февруари 2020 г., около 15:30 местно време, 31-годишният старши сержант Джакрапант Тома, който е във военната база в Суратхампитхак, разстрелва и убива командира си, полковник Анантарот Крас, и двама други негови колеги. След това, въоръжен с щурмова пушка и най-малко 700 патрона, Тома пристига в града, където открива безразборна стрелба по минувачи, в резултат на което 4 души са ранени, включително двама полицаи. След това той се качва в търговския център „Терминал 21“ с кола, изстрелва гранатомет в сградата и открива огън по хората в близост. Тома излъчва всичките си действия на живо на личната си страница във Facebook.
Полицията пристига навреме и скоро започва да щурмува сградата. В същото време, нарушителят слиза със заложниците в мазето на търговския център. За да обърка полицаите, които са обградили сградата, той отива до многоетажен паркинг в съседство с търговския център, откъдето стреля по органите на реда, убива един и ранява трима от тях, а също така взривява бутилка с газ в съседно на сградата кафене. Поради тази причина, полицията погрешно смята, че убиецът е успял да избяга от мястото на престъплението.